# Dromaeosaurus albertensis
Dromaeosaurus (il cui nome significa "rettile corridore") è un genere estinto di dinosauro teropode dromeosauride vissuto nel Cretaceo superiore, circa 76.5-74.8 milioni di anni fa (Campaniano), in quella che oggi è la zona occidentale degli Stati Uniti e in Alberta, Canada. Il genere Dromeosaurus contiene varie specie alcune considerate valide e altre di dubbia entità; la specie tipo è D. albertensis. Fanno parte della famiglia dei dromaeosauridi piccoli e agili teropodi, tra i più simili agli uccelli, tutti caratterizzati da piumaggio. Nonostante il Dromaeosaurus sia stato il primo rappresentante descritto della sua famiglia, a causa della scarsa documentazione fossile, è anche uno dei meno noti.

## Descrizione

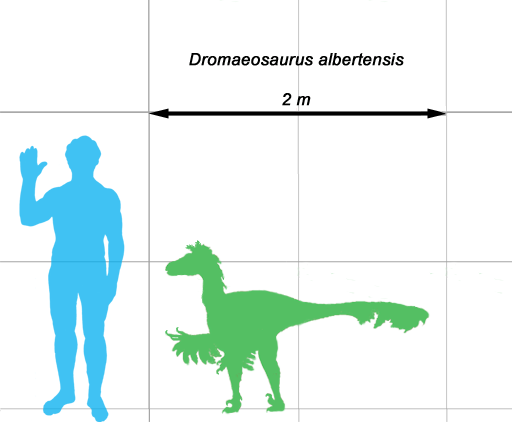
Dimensioni di Dromaeosaurus a confronto con un uomo

Il Dromaeosaurus era un piccolo dinosauro predatore, che da adulto poteva raggiungere una lunghezza di 1,8 metri (5,90 piedi) per un peso di circa 15 kg. Secondo uno studio di Therrien e Henderson (2007), in cui la massa dei teropodi venga stimata sulla base delle dimensioni del cranio, il Dromaeosaurus pesava in realtà 16.29 kg. Le gambe del Dromaeosaurus erano relativamente brevi, al contrario di altri teropodi come ornithomimidi, troodontidi e tirannosauridi, il che fa pensare che i Dromaeosaurus non fossero corridori eccelsi ma che prediligessero le corse su breve distanza e gli agguati. Come tutti i dromeosauridi, il Dromaeosaurus possedeva il ben noto artiglio a falce sul secondo dito di ciascun piede, che durante la locomozione veniva tenuto alzato dal terreno, nel caso del Dromaeosaurus l'artiglio misurava 7,5 centimetri. Un'altra arma di questi dinosauri erano i loro arti anteriori, che grazie alla loro costruzione e agli specifici giunti poteva muoversi quasi come quelli degli esseri umani, avendo anch'esse una stretta formidabile con cui poteva aggrapparsi alle prede. Il cranio del Dromaeosaurus era relativamente robusto e con un muso profondo. I suoi denti erano piuttosto numerosi e affilati e ve ne erano nove su ogni lato della mascella e della mandibola. Il Dromaeosaurus possedeva anche una vena nella parte posteriore della testa, la vena capitis dorsalis dorsale vena capitis, che drenava il sangue dei muscoli del collo anteriori attraverso due lunghi canali collegati posteriormente alla superficie del cervello.
La coda del Dromaeosaurus era resa rigida (flessibile solo alla base) da sottili fasci d'osso, che mantenevano rigida la coda durante la corsa e le davano lo scopo di timone, contribuendo in modo rapido al cambiamento del senso di marcia e a tenersi in equilibrio mentre balzava sulle prede. La presenza di un pelvio dovuto alla deviazione del pube all'indietro, come negli uccelli, in combinazione con molte altre caratteristiche, ha portato molti paleontologi a concludere che i dromaeosauridi siano gli antenati degli uccelli moderni. Inoltre, la presenza di papille ulnari (piccole escrescenze ossee sugli avambracci degli uccelli dove sono attaccate le penne remiganti) in dinosauri strettamente imparentati con Dromaeosaurus come Velociraptor e Dakotaraptor, sono un buon indicatore per dire che tutti i dromaeosauridi, così come il Dromaeosaurus, avessero le piume.

## Classificazione

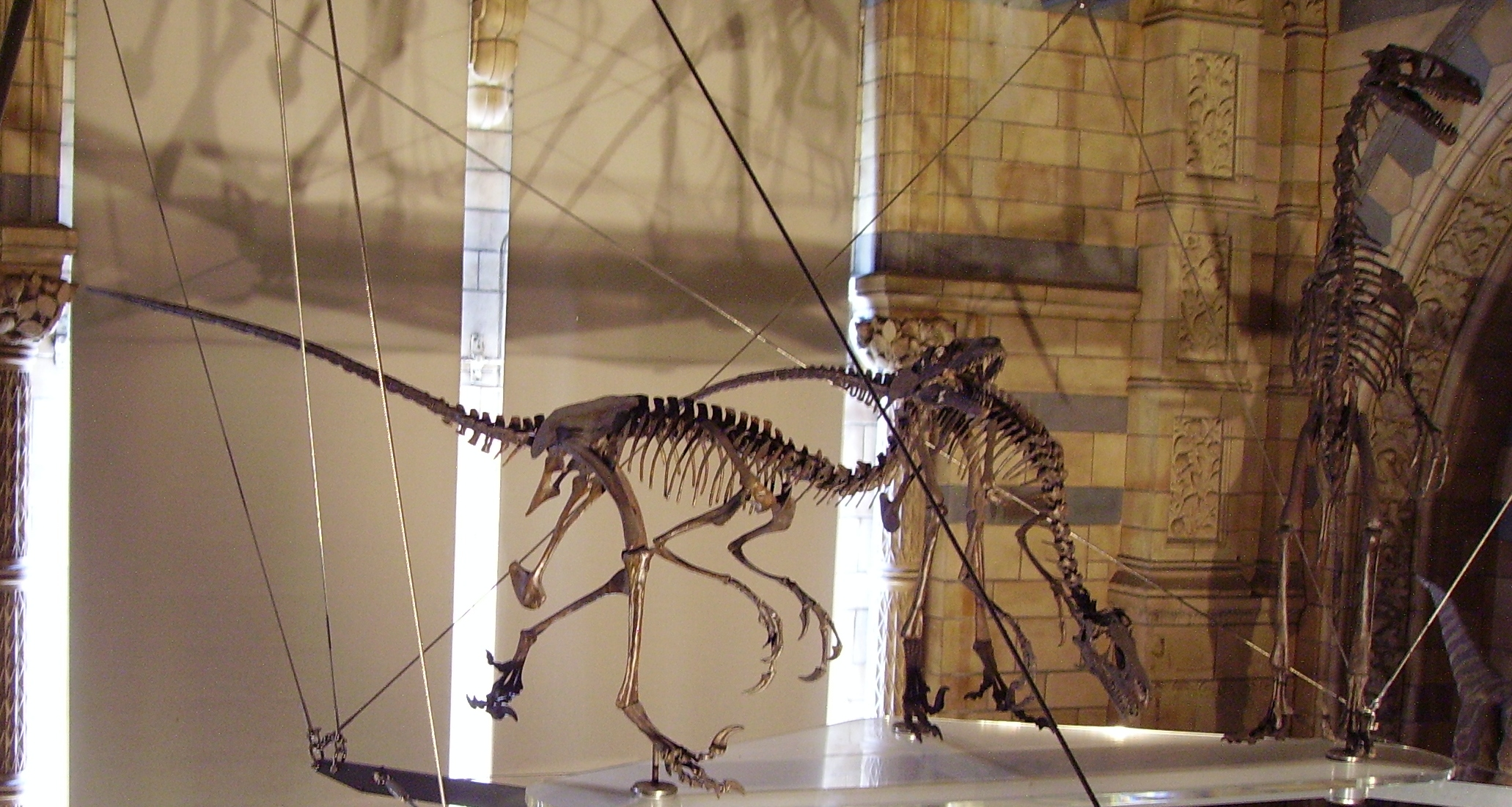
Scheletri di tre Dromaeosaurus, ricostruiti con un'errata posizione pronata degli arti anteriori, al Museo di Storia Naturale di Londra

Matteo e Brown originariamente collocarono il Dromaeosaurus in una propria sottofamiglia, chiamata appunto Dromaeosaurinae, all'interno di "Deinodontidae" (ora conosciuta come Tyrannosauridae) sulla base di alcune similitudini nelle proporzioni generali del cranio. Nel 1969, John H. Ostrom riconobbe che il Dromaeosaurus condivideva molte caratteristiche con altri animali come il Velociraptor, e l'allora recentemente scoperto Deinonychus, assegnando queste forme ad una nuova famiglia: i Dromaeosauridae. Da allora, molti nuovi parenti di Dromaeosaurus sono stati trovati e assegnati a questa famiglia.
I rapporti esatti di Dromaeosaurus sono poco chiari. Anche se la sua struttura robusta gli conferiscono un aspetto relativamente primitivo, sebbene fosse un animale molto specializzato. Nelle analisi del presente, il clade dei Dromaeosaurinae contiene animali come Utahraptor, Achillobator, Dakotaraptor e Yurgovuchia sono spesso recuperati. Il genere Dakotaraptor in particolare è stato classificato come il sister taxon di Dromaeosaurus.

### Filogenesi
Il seguente cladogramma segue un'analisi dei paleontologi Robert DePalma, David Burnham, Larry Martin, Peter Larson e Robert Bakker. In questa analisi, Dromaeosaurus è classificato come sister taxon di Dakotaraptor (2015):
|  | Utahraptor                                                     |
|  |                                                                |
|  | \| \| Dakotaraptor \| \| \| \| \| \| Dromaeosaurus \| \| \| \| |
|  |                                                                |
|  | Dakotaraptor                                                   |
|  |                                                                |
|  | Dromaeosaurus                                                  |
|  |                                                                |

|  | Dakotaraptor  |
|  |               |
|  | Dromaeosaurus |
|  |               |

|  | Utahraptor                                                     |
|  |                                                                |
|  | \| \| Dakotaraptor \| \| \| \| \| \| Dromaeosaurus \| \| \| \| |
|  |                                                                |
|  | Dakotaraptor                                                   |
|  |                                                                |
|  | Dromaeosaurus                                                  |
|  |                                                                |

|  | Dakotaraptor  |
|  |               |
|  | Dromaeosaurus |
|  |               |

|  | Utahraptor                                                     |
|  |                                                                |
|  | \| \| Dakotaraptor \| \| \| \| \| \| Dromaeosaurus \| \| \| \| |
|  |                                                                |
|  | Dakotaraptor                                                   |
|  |                                                                |
|  | Dromaeosaurus                                                  |
|  |                                                                |

|  | Dakotaraptor  |
|  |               |
|  | Dromaeosaurus |
|  |               |

|  | Utahraptor                                                     |
|  |                                                                |
|  | \| \| Dakotaraptor \| \| \| \| \| \| Dromaeosaurus \| \| \| \| |
|  |                                                                |
|  | Dakotaraptor                                                   |
|  |                                                                |
|  | Dromaeosaurus                                                  |
|  |                                                                |

|  | Dakotaraptor  |
|  |               |
|  | Dromaeosaurus |
|  |               |

|  | Utahraptor                                                     |
|  |                                                                |
|  | \| \| Dakotaraptor \| \| \| \| \| \| Dromaeosaurus \| \| \| \| |
|  |                                                                |
|  | Dakotaraptor                                                   |
|  |                                                                |
|  | Dromaeosaurus                                                  |
|  |                                                                |

|  | Dakotaraptor  |
|  |               |
|  | Dromaeosaurus |
|  |               |

|  | Utahraptor                                                     |
|  |                                                                |
|  | \| \| Dakotaraptor \| \| \| \| \| \| Dromaeosaurus \| \| \| \| |
|  |                                                                |
|  | Dakotaraptor                                                   |
|  |                                                                |
|  | Dromaeosaurus                                                  |
|  |                                                                |

|  | Dakotaraptor  |
|  |               |
|  | Dromaeosaurus |
|  |               |

|  | Utahraptor                                                     |
|  |                                                                |
|  | \| \| Dakotaraptor \| \| \| \| \| \| Dromaeosaurus \| \| \| \| |
|  |                                                                |
|  | Dakotaraptor                                                   |
|  |                                                                |
|  | Dromaeosaurus                                                  |
|  |                                                                |

|  | Dakotaraptor  |
|  |               |
|  | Dromaeosaurus |
|  |               |

|  | Utahraptor                                                     |
|  |                                                                |
|  | \| \| Dakotaraptor \| \| \| \| \| \| Dromaeosaurus \| \| \| \| |
|  |                                                                |
|  | Dakotaraptor                                                   |
|  |                                                                |
|  | Dromaeosaurus                                                  |
|  |                                                                |

|  | Dakotaraptor  |
|  |               |
|  | Dromaeosaurus |
|  |               |

|  | Utahraptor                                                     |
|  |                                                                |
|  | \| \| Dakotaraptor \| \| \| \| \| \| Dromaeosaurus \| \| \| \| |
|  |                                                                |
|  | Dakotaraptor                                                   |
|  |                                                                |
|  | Dromaeosaurus                                                  |
|  |                                                                |

|  | Dakotaraptor  |
|  |               |
|  | Dromaeosaurus |
|  |               |

|  | Utahraptor                                                     |
|  |                                                                |
|  | \| \| Dakotaraptor \| \| \| \| \| \| Dromaeosaurus \| \| \| \| |
|  |                                                                |
|  | Dakotaraptor                                                   |
|  |                                                                |
|  | Dromaeosaurus                                                  |
|  |                                                                |

|  | Dakotaraptor  |
|  |               |
|  | Dromaeosaurus |
|  |               |

|  | Utahraptor                                                     |
|  |                                                                |
|  | \| \| Dakotaraptor \| \| \| \| \| \| Dromaeosaurus \| \| \| \| |
|  |                                                                |
|  | Dakotaraptor                                                   |
|  |                                                                |
|  | Dromaeosaurus                                                  |
|  |                                                                |

|  | Dakotaraptor  |
|  |               |
|  | Dromaeosaurus |
|  |               |

|  | Utahraptor                                                     |
|  |                                                                |
|  | \| \| Dakotaraptor \| \| \| \| \| \| Dromaeosaurus \| \| \| \| |
|  |                                                                |
|  | Dakotaraptor                                                   |
|  |                                                                |
|  | Dromaeosaurus                                                  |
|  |                                                                |

|  | Dakotaraptor  |
|  |               |
|  | Dromaeosaurus |
|  |               |

|  | Utahraptor                                                     |
|  |                                                                |
|  | \| \| Dakotaraptor \| \| \| \| \| \| Dromaeosaurus \| \| \| \| |
|  |                                                                |
|  | Dakotaraptor                                                   |
|  |                                                                |
|  | Dromaeosaurus                                                  |
|  |                                                                |

|  | Dakotaraptor  |
|  |               |
|  | Dromaeosaurus |
|  |               |

|  | Utahraptor                                                     |
|  |                                                                |
|  | \| \| Dakotaraptor \| \| \| \| \| \| Dromaeosaurus \| \| \| \| |
|  |                                                                |
|  | Dakotaraptor                                                   |
|  |                                                                |
|  | Dromaeosaurus                                                  |
|  |                                                                |

|  | Dakotaraptor  |
|  |               |
|  | Dromaeosaurus |
|  |               |

|  | Utahraptor                                                     |
|  |                                                                |
|  | \| \| Dakotaraptor \| \| \| \| \| \| Dromaeosaurus \| \| \| \| |
|  |                                                                |
|  | Dakotaraptor                                                   |
|  |                                                                |
|  | Dromaeosaurus                                                  |
|  |                                                                |

|  | Dakotaraptor  |
|  |               |
|  | Dromaeosaurus |
|  |               |

|  | Utahraptor                                                     |
|  |                                                                |
|  | \| \| Dakotaraptor \| \| \| \| \| \| Dromaeosaurus \| \| \| \| |
|  |                                                                |
|  | Dakotaraptor                                                   |
|  |                                                                |
|  | Dromaeosaurus                                                  |
|  |                                                                |

|  | Dakotaraptor  |
|  |               |
|  | Dromaeosaurus |
|  |               |

|  | Utahraptor                                                     |
|  |                                                                |
|  | \| \| Dakotaraptor \| \| \| \| \| \| Dromaeosaurus \| \| \| \| |
|  |                                                                |
|  | Dakotaraptor                                                   |
|  |                                                                |
|  | Dromaeosaurus                                                  |
|  |                                                                |

|  | Dakotaraptor  |
|  |               |
|  | Dromaeosaurus |
|  |               |

|  | Utahraptor                                                     |
|  |                                                                |
|  | \| \| Dakotaraptor \| \| \| \| \| \| Dromaeosaurus \| \| \| \| |
|  |                                                                |
|  | Dakotaraptor                                                   |
|  |                                                                |
|  | Dromaeosaurus                                                  |
|  |                                                                |

|  | Dakotaraptor  |
|  |               |
|  | Dromaeosaurus |
|  |               |

|  | Utahraptor                                                     |
|  |                                                                |
|  | \| \| Dakotaraptor \| \| \| \| \| \| Dromaeosaurus \| \| \| \| |
|  |                                                                |
|  | Dakotaraptor                                                   |
|  |                                                                |
|  | Dromaeosaurus                                                  |
|  |                                                                |

|  | Dakotaraptor  |
|  |               |
|  | Dromaeosaurus |
|  |               |

|  | Utahraptor                                                     |
|  |                                                                |
|  | \| \| Dakotaraptor \| \| \| \| \| \| Dromaeosaurus \| \| \| \| |
|  |                                                                |
|  | Dakotaraptor                                                   |
|  |                                                                |
|  | Dromaeosaurus                                                  |
|  |                                                                |

|  | Dakotaraptor  |
|  |               |
|  | Dromaeosaurus |
|  |               |

|  | Utahraptor                                                     |
|  |                                                                |
|  | \| \| Dakotaraptor \| \| \| \| \| \| Dromaeosaurus \| \| \| \| |
|  |                                                                |
|  | Dakotaraptor                                                   |
|  |                                                                |
|  | Dromaeosaurus                                                  |
|  |                                                                |

|  | Dakotaraptor  |
|  |               |
|  | Dromaeosaurus |
|  |               |

|  | Utahraptor                                                     |
|  |                                                                |
|  | \| \| Dakotaraptor \| \| \| \| \| \| Dromaeosaurus \| \| \| \| |
|  |                                                                |
|  | Dakotaraptor                                                   |
|  |                                                                |
|  | Dromaeosaurus                                                  |
|  |                                                                |

|  | Dakotaraptor  |
|  |               |
|  | Dromaeosaurus |
|  |               |

|  | Utahraptor                                                     |
|  |                                                                |
|  | \| \| Dakotaraptor \| \| \| \| \| \| Dromaeosaurus \| \| \| \| |
|  |                                                                |
|  | Dakotaraptor                                                   |
|  |                                                                |
|  | Dromaeosaurus                                                  |
|  |                                                                |

|  | Dakotaraptor  |
|  |               |
|  | Dromaeosaurus |
|  |               |

|  | Utahraptor                                                     |
|  |                                                                |
|  | \| \| Dakotaraptor \| \| \| \| \| \| Dromaeosaurus \| \| \| \| |
|  |                                                                |
|  | Dakotaraptor                                                   |
|  |                                                                |
|  | Dromaeosaurus                                                  |
|  |                                                                |

|  | Dakotaraptor  |
|  |               |
|  | Dromaeosaurus |
|  |               |

|  | Utahraptor                                                     |
|  |                                                                |
|  | \| \| Dakotaraptor \| \| \| \| \| \| Dromaeosaurus \| \| \| \| |
|  |                                                                |
|  | Dakotaraptor                                                   |
|  |                                                                |
|  | Dromaeosaurus                                                  |
|  |                                                                |

|  | Dakotaraptor  |
|  |               |
|  | Dromaeosaurus |
|  |               |

|  | Utahraptor                                                     |
|  |                                                                |
|  | \| \| Dakotaraptor \| \| \| \| \| \| Dromaeosaurus \| \| \| \| |
|  |                                                                |
|  | Dakotaraptor                                                   |
|  |                                                                |
|  | Dromaeosaurus                                                  |
|  |                                                                |

|  | Dakotaraptor  |
|  |               |
|  | Dromaeosaurus |
|  |               |

|  | Utahraptor                                                     |
|  |                                                                |
|  | \| \| Dakotaraptor \| \| \| \| \| \| Dromaeosaurus \| \| \| \| |
|  |                                                                |
|  | Dakotaraptor                                                   |
|  |                                                                |
|  | Dromaeosaurus                                                  |
|  |                                                                |

|  | Dakotaraptor  |
|  |               |
|  | Dromaeosaurus |
|  |               |

|  | Utahraptor                                                     |
|  |                                                                |
|  | \| \| Dakotaraptor \| \| \| \| \| \| Dromaeosaurus \| \| \| \| |
|  |                                                                |
|  | Dakotaraptor                                                   |
|  |                                                                |
|  | Dromaeosaurus                                                  |
|  |                                                                |

|  | Dakotaraptor  |
|  |               |
|  | Dromaeosaurus |
|  |               |

|  | Utahraptor                                                     |
|  |                                                                |
|  | \| \| Dakotaraptor \| \| \| \| \| \| Dromaeosaurus \| \| \| \| |
|  |                                                                |
|  | Dakotaraptor                                                   |
|  |                                                                |
|  | Dromaeosaurus                                                  |
|  |                                                                |

|  | Dakotaraptor  |
|  |               |
|  | Dromaeosaurus |
|  |               |

|  | Utahraptor                                                     |
|  |                                                                |
|  | \| \| Dakotaraptor \| \| \| \| \| \| Dromaeosaurus \| \| \| \| |
|  |                                                                |
|  | Dakotaraptor                                                   |
|  |                                                                |
|  | Dromaeosaurus                                                  |
|  |                                                                |

|  | Dakotaraptor  |
|  |               |
|  | Dromaeosaurus |
|  |               |

|  | Utahraptor                                                     |
|  |                                                                |
|  | \| \| Dakotaraptor \| \| \| \| \| \| Dromaeosaurus \| \| \| \| |
|  |                                                                |
|  | Dakotaraptor                                                   |
|  |                                                                |
|  | Dromaeosaurus                                                  |
|  |                                                                |

|  | Dakotaraptor  |
|  |               |
|  | Dromaeosaurus |
|  |               |

|  | Utahraptor                                                     |
|  |                                                                |
|  | \| \| Dakotaraptor \| \| \| \| \| \| Dromaeosaurus \| \| \| \| |
|  |                                                                |
|  | Dakotaraptor                                                   |
|  |                                                                |
|  | Dromaeosaurus                                                  |
|  |                                                                |

|  | Dakotaraptor  |
|  |               |
|  | Dromaeosaurus |
|  |               |

## Storia della scoperta

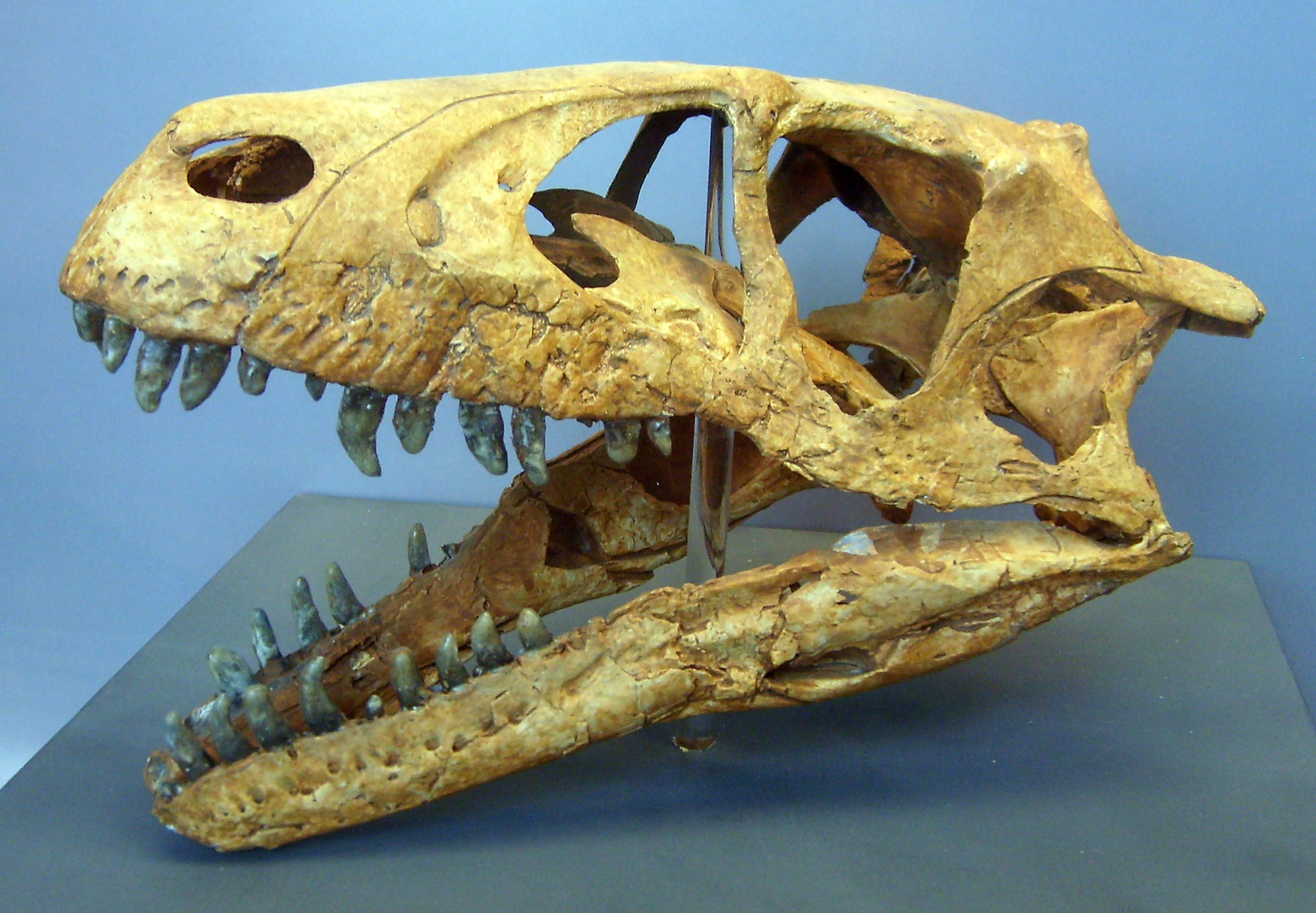
Ricostruzione del cranio di D. albertensis

Sebbene sia stato ampiamente pubblicizzato all'interno di numerosi e popolari libri sui dinosauri e la presenza di vari scheletri completi all'interno dei musei di tutto il mondo, il Dromaeosaurus è sorprendentemente poco conosciuto da fossili effettivi. La ricostruzione del popolare scheletro del Royal Tyrrell Museum è stata resa possibile solo dalla conoscenza acquisita di altri dromaeosauridi, scoperti solo più di recente.
I primi resti fossili di Dromaeosaurus sono stati scoperti dal paleontologo Barnum Brown durante una spedizione del 1914, al Red Deer River per conto dell'American Museum of Natural History. La zona in cui sono state raccolte queste ossa è ora parte del Dinosaur Provincial Park, in Alberta, Canada. La scoperta dell'olotipo AMNH 5356 è costituito da un cranio parziale lungo circa 24 cm (9,4 pollici), una mandibola, due ioidi, un primo metacarpo e alcune ossa del piede. Al cranio manca la maggior parte della parte superiore del muso. Parecchi altri frammenti del cranio, e una trentina di denti isolati, sono stati successivamente scoperti in Alberta e in Montana.

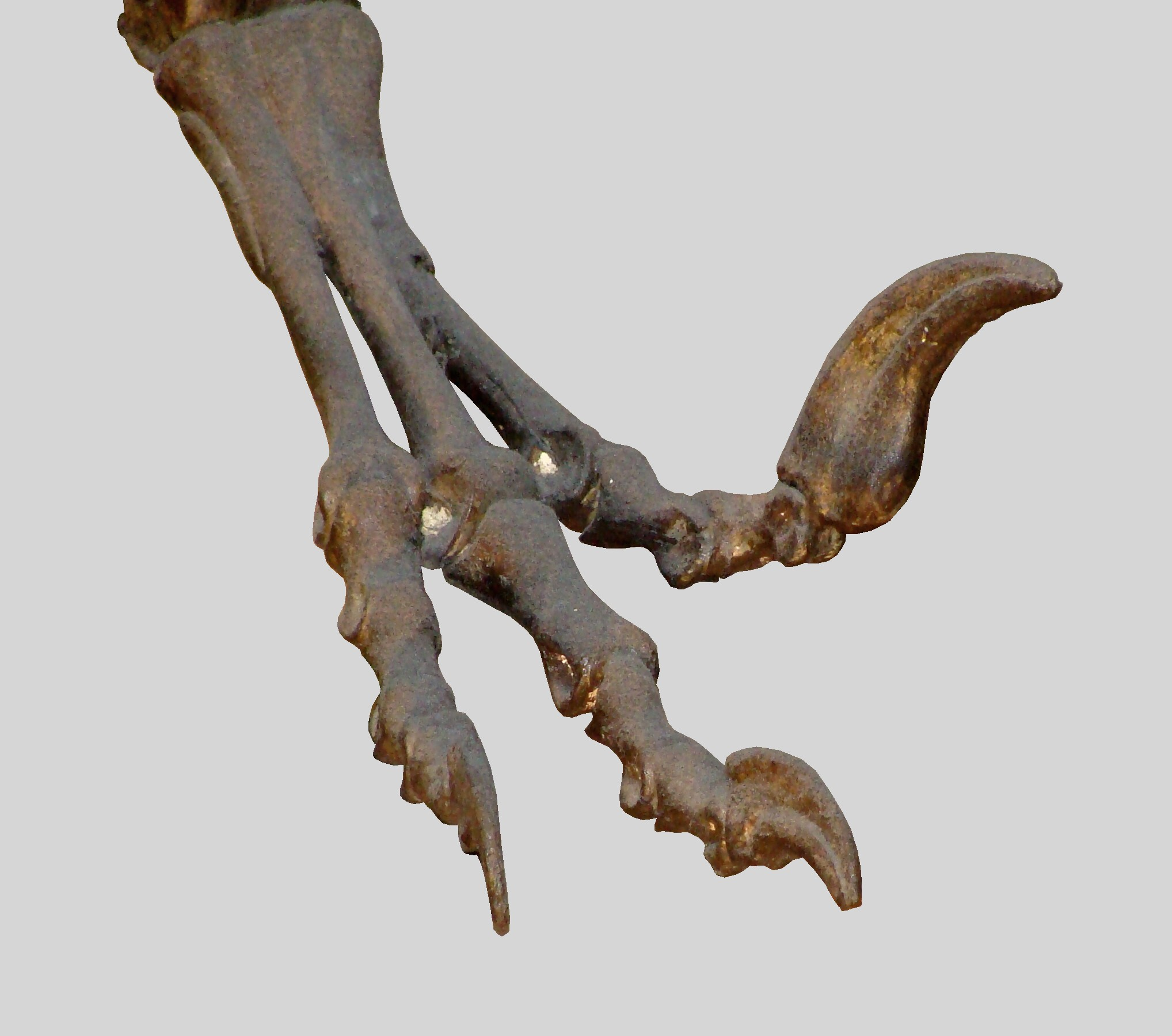
Piede di Dromaeosaurus, in dettaglio l'artiglio a falce nel primo dito, al Museo di Storia Naturale di Londra

Nel 1922, William Diller Matthew e Brown nominarono e descrissero la specie tipo di Dromaeosaurus: ossia Dromaeosaurus albertensis. Il nome generico, Dromaeosaurus, deriva dal greco δρομεύς/dromeus che significa 'corridore' e σαύρος/sauros che significa 'lucertola'. Il nome specifico, albertensis, si riferisce all'Alberta luogo dove è stato ritrovato il fossile.
Negli anni seguenti sono state nominate altre sette specie di Dromaeosaurus: Dromaeosaurus laevifrons (Cope, 1876) Matthew & Brown 1922; Dromaeosaurus cristatus (Cope 1876) Matthew & Brown 1922 (Troodon); Dromaeosaurus? gracilis (Marsh 1888) Matthew & Brown 1922; Dromaeosaurus explanatus (Cope 1876) Kuhn 1939; Dromaeosaurus minutus (Marsh 1892) Russell 1972 (un alvarezsauride); Dromaeosaurus falculus (Cope 1876) Olshevsky 1979 e Dromaeosaurus mongoliensis (Barsbold 1983) Paul 1988 (Velociraptor). La maggior parte di queste presunte specie si basano su materiale frammentario, ed alcuni sono stati assegnati ad altri generi, e sono meno completi di quella dell'olotipo di Dromaeosaurus albertensis, e alcuni di essi sono considerati dei nomen dubium. Tuttavia, è evidente che il Dromaeosaurus fosse molto più raro nel suo habitat di altri piccoli teropodi, anche se è stato il primo dromaeosauride di cui è stato descritto un buon materiale cranica.

## Paleobiologia
Il Dromaeosaurus differisce dalla maggior parte dei suoi parenti nell'avere un cranio breve e massiccio, una mandibola profonda e denti robusti. I denti sono più spessi e maggiormente ancorati nell'osso rispetto al relativo Saurornitholestes, suggerendo che le ganasce fossero utilizzate per la frantumazione e la lacerazione piuttosto che semplicemente per affettare la carne. Therrien et al. (2005) ha stimato che il Dromaeosaurus aveva un morso quasi tre volte più potente di quello del Velociraptor e ha suggerito che l'animale durante la caccia utilizzasse di più le fauci piuttosto che l'artiglio a falce. La scoperta del sister taxon Dakotaraptor, anch'esso fornito di un grande tubercolo flessore, maggiore rispetto alla maggior parte degli altri dromaeosauri, supportando che entrambi i generi utilizzassero poco l'artiglio a falce, rispetto agli altri dromaeosaridi.

## Paleoecologia
I fossili di Dromaeosaurus sono stati ritrovati in formazioni risalenti al Cretaceo superiore, circa 76.5-74.8 milioni di anni fa (Campaniano), nei territori del Nord America, nella provincia di Alberta, Canada. Alcuni resti fossili di Dromaeosaurus di specie indeterminata, composti da numerosi denti, sono stati ritrovati all'interno della Formazione Prince Creek, Alaska.
La fauna del Dinosaur Provincial Park è eccezionalmente ben nota, contando numerosi fossili di vertebrati tra cui pesci come squali, razze, amie, lepisostei e l'actinopterygii Aspidorhynchus. Tra i mammiferi si possono trovare multituberculati e i marsupiali didelfodonta. Sono stati ritrovati il plesiosauri Leurospondylus da sedimenti marini, mentre gli ecosistemi d'acqua dolce erano abitati da tartarughe, Champsosaurus e coccodrilli del genere Leidyosuchus e Stangerochampsa. La fauna dominante era ovviamente rappresentata dinosauri, tra cui gli hadrosauridi Edmontosaurus, Saurolophus e Hypacrosaurus, diversi ceratopsidi e ornithomimosauri, insieme ai meno comuni ankylosauridi e pachycephalosauri. Tra i predatori che vivevano in quest'habitat vi erano vari piccoli predatori, come troodontidi, caenagnathidi e dromaeosauridi come appunto Dromaeosaurus, mentre i predatori dominanti dell'ambiente erano i tirannosauridi Albertosaurus e Daspletosaurus.
All'interno della Formazione Prince Creek, il Dromaeosaurus condivideva l'ambiente con dinosauri erbivori come il ceratopside Pachyrhinosaurus, l'hadrosauride Ugrunaaluk e il pachycephalosauro Alaskacephale. Il predatore dominante della regione era il piccolo tirannosauride Nanuqsaurus, mentre diversi denti fossili indicano la presenza di piccoli dromaeosauri come appunto Dromaeosaurus, Saurornitholestes e una variante gigante artica di Troodon. Alcune impronte fossili e resti frammentari indicano anche la presenza di ornithomimidi e therizinosauri.